# Taps (film)
Taps is een Amerikaanse film uit 1981 van regisseur Harold Becker met in de hoofdrollen Timothy Hutton, Sean Penn en Tom Cruise.
De titel is ontleend aan een muziekstuk Taps dat in gebruik is bij het Amerikaanse leger. Het wordt meestal door een hoornblazer gespeeld als signaal voor het doven van de lichten. Daarnaast wordt het veelal gespeeld bij militaire begrafenissen en andere herdenkingsceremonies. De film is gebaseerd op het boek Father Sky van Devery Freeman.

## Verhaal
De militaire academie Bunker Hill leeft op traditie. De directeur van de school, oud-generaal Bache leert zijn pupillen eerbied te hebben voor het verleden en te leven in het heden. Elk jaar levert de school leerlingen af die zonder problemen kunnen doorstomen naar West Point voor een opleiding tot legerofficier. De beste leerling van het laatste jaar krijgt de ererang: majoor der cadetten. Dit jaar is Brian Moreland benoemd tot majoor. Terwijl Brian na geniet van zijn promotie, komt er slecht nieuws. De bestuursleden van de school willen het terrein van de academie verkopen aan een projectontwikkelaar en de school sluiten. Bache is woedend maar kan weinig doen. Voorlopig gaan de lopende activiteiten door en Moreland krijgt te horen dat hij zijn opleiding mag afmaken.
Dan doorkruist een afschuwelijke gebeurtenis alle plannen. Tijdens het jaarlijkse schoolbal worden de schoolcadetten uitgejouwd door een groepje raddraaiers. Als Bache zich ermee bemoeit, wordt zijn pistool afgepakt. Het doorgeladen wapen gaat af en een van de raddraaiers wordt dodelijk getroffen. Bache krijgt een hartaanval van de schrik en wordt afgevoerd naar het ziekenhuis. De volgende morgen hoort Moreland dat de school meteen gesloten zal worden en dat het bestuur de wapenvoorraad op de school in beslag zal nemen. Moreland beseft dat hij bij afwezigheid van Bache de leiding heeft. Hij neemt een besluit met vergaande consequenties. Na overleg met zijn medestudenten laat hij alle wapens (M-16 geweren, M-60 machinegeweren en mortieren) samenbrengen. De school wordt gebarricadeerd en alle studenten nemen gevechtsposities in.
Als de politie arriveert krijgen ze te horen dat de school bezet is. Moreland stelt als enige eis dat het besluit tot sluiting wordt teruggedraaid. Alleen dan zal de bezetting worden opgeheven. Al snel wordt de school omgeven door politie, leger en bezorgde ouders. Iedereen denkt dat Moreland de studenten in gijzeling houdt. Dat veel studenten dit ook denken, blijkt wel uit het feit dat elf van hen in de nacht wegvluchten van de academie.
Als Moreland zijn troepen vertelt dat iedereen die weg wil ook weg mag, loopt bijna de helft over naar de belegeraars. Na enige dagen van onderhandeling besluit het leger tot ontruiming over te gaan. Een van de cadetten wil midden in de nacht zich overgeven, door deze commotie valt een dodelijk slachtoffer. Hier door ziet Moreland in dat hij niet kan winnen en geeft zich over. Dan begint echter een van zijn vrienden, Shawn, met een machinegeweer te schieten. Waardoor het leger binnenvalt door met een tank door het hek een te rijden. Als Moreland hem wil tegenhouden wordt hij samen met Shawn neergeschoten.

## Rolverdeling
| Acteur          | Personage      | Opmerkingen |
| --------------- | -------------- | ----------- |
| Timothy Hutton  | Brian Moreland | hoofdrol    |
| Sean Penn       | Alex Dwyer     | hoofdrol    |
| Tom Cruise      | David Shawn    | hoofdrol    |
| George C. Scott | Generaal Bache |             |
| Ronnie Cox      | Kolonel Kirby  |             |

## Achtergrond

### Analyse
De film heeft enige parallellen met het boek Lord of the Flies van William Golding. Een groep jongeren grijpt de macht en er ontstaat vervolgens een samenleving die wordt geregeerd door het recht van de sterkste. Brian Moreland is een briljant student, maar hij is geïndoctrineerd door generaal Bache met zijn gepraat over eer, moed en discipline. Zijn invloed op de studenten lijkt gebaseerd op zijn charisma maar is in werkelijkheid meer gestuurd door de intimidatie die uitgaat van de groep 'rode baretten' onder leiding van kapitein der cadetten Shawn. Shawn speelt soldaatje en verliest tijdens de film zijn gevoel voor realiteit. Hij laat soldaten opsluiten vanwege desertie en gaat helemaal op in de privéoorlog van Moreland. De enige die tegengas durft te geven is kapitein der cadetten Dwyer, de beste vriend van Moreland. Maar ook hij wordt aan de kant gezet als Moreland zijn zin doorzet en zich blijft verzetten tegen de overmacht.

### Productie
De producers van de film hadden grote moeite om een locatie te vinden om de film op te nemen. De schoolbesturen van Riverside Military Academy in Gainesville, Georgia, Culver Military Academy in Culver, Indiana en Hargrave Military Academy (HMA) in Chatham, Virginia haakten af. De reden was dat men het niet eens was met het gewelddadige einde van de film. Hargrave had ook bezwaren tegen het optrekken van een extra muur bij het schoolterrein. Uiteindelijk werden de opnames gemaakt in Valley Forge Military Academy and College (VFMAC) in Wayne, Pennsylvania. De cadetten dragen ook uniformen die zijn gebaseerd op die van VFMAC.
De film betekende de start van de carrière van twee toen nog onbekende acteurs: Sean Penn en Tom Cruise.

## Prijzen en nominaties
In 1982 werd Timothy Hutton voor zijn rol in Taps genomineerd voor een Golden Globe voor "beste filmacteur - drama".